# 派遣国
派遣国（はけんこく、英語: Sending State）とは、外交・領事関係において特命全権大使や総領事などの外交使節団を派遣する国家を指す。対義語は接受国。
外交・領事関係以外の文脈では、派遣元の国ではなく派遣先の国を指すこともある。